# Miura Kazujosi
Miura Kazujosi (Sizuoka, 1967. február 26. –) gyakran egyszerűen Kazu japán labdarúgó, a 2024. július 1-jétől a japán Atlético Szuzuka Club csatára, kölcsönben a Jokohama FC-től. Japán első nemzetközileg elismert labdarúgója, aki még 53 évesen is pályára lépett a japán másodosztály küzdelmeiben. Bátyja a szintén válogatott labdarúgó Miura Jaszutosi. Beceneve King Kazu.
A japán válogatott tagjaként részt vett az 1992-es és az 1996-os Ázsia-kupán, illetve az 1997-es konföderációs kupán. Volt Japán és az Ázsia-kupa legjobb játékosa is.

## Pályafutása
1982-ben Miura otthagyta japán csapatát és egyedül utazott Brazíliába, ahol a Clube Atlético Juventus játékosa lett.  1986-ban írta alá első profi szerződését a Santoshoz. Több más brazil klubért játszott, mielőtt visszatért Japánba, volt a Palmeiras és a Coritiba játékosa is.
A Brazíliában töltött idő után 1994-től a Jomiuri/Verdi Kavaszaki játékosa lett, az egy évvel korábban alakuló J-Ligában. A Tókió Verdivel négy egymást követő szezonban nyert bajnoki címet a Kitazava Cujosi, Ruy Ramos és Kazujosi fémjelezte hármassal. 1993-ban a liga legértékesebb játékosának választották, valamint ő lett az év ázsiai labdarúgója is.
Az 1994–95-ös szezon előtt az olasz élvonalban szereplő Genoához szerződött. Ő lett az első japán labdarúgó a Seria A történetében. 21 találkozón lépett pályára sz idény során, egyetlen gólját a Sampdoria ellen szerezte, míg a Calcio Padova ellen gólpasszt adott a győztes találatot megelőzően Antonio Maniconenak. Ezt követően visszatért a Verdihez és egészen 1998-ig a klub játékosa maradt.
1999-ben visszatért Európába, a horvát Dinamo Zagrebhez, de itt nem tudta megismételni a korábbi teljesítményét. Az ezt követő időszakban a Kjóto Purple Szanga és a Visszeru Kóbe játékosa volt, mielőtt 2005-ben a Jokohamához igazolt.
Két hónapig az ausztrál Sydney FC játékosa volt ebben az évben, az ausztrál A-ligában négy találkozón két gólt szerzett, mindkettőt az Adelaide United ellen.
2007-ben részt vett a J.League All-Star Soccer-gálán. 2015 novemberében, 48 éves korában újabb egy évvel meghosszabbította szerződését a Jokohamával. 2017 januárjában újabb egy évre aláírt, ezzel biztossá vált, hogy 50. életévének betöltése után is profi labdarúgó lesz. 2017. március 5-én pályára lépett a V-Varen Nagaszaki elleni 1–1-es bajnokin, ezzel megdöntötte Stanley Matthews 1965-ben felállított rekordját és ő lett a legidősebb hivatalos találkozón páéyára lépő profi labdarúgó a sportág történetében. Hét nappal később a Thespakusatsu Gunma ellen gólt is szerzett, ezzel a vonatkozó örökranglistán is az élre állt, szintén Matthews rekordját megdöntve.
2018 januárjában újabb, egy évre szóló szerződést írt alá.
2019 januárjában újabb, egy évre szóló szerződést írt alá.
2020 januárjában újabb, egy évre szóló szerződést írt alá.
2021 januárjában újabb, egy évre szóló szerződést írt alá.

### A válogatottban
A japán válogatottban 1990-ben mutatkozott be, tagja volt az 1992-es Ázsia-kupa-győztes csapatnak. 89 találkozón 55 gólt szerzett címeres mezben.